# Прогрес МС-09
Прогрес МС-09 (№ 439, за класифікацією НАСА Progress 70 або 70P) — 162-й із 1978 року космічний вантажний корабель серії Прогрес, запущений 9 липня 2018 року держкорпорацією Роскосмос для 70-ї доставки вантажів до Міжнародної космічної станції (МКС). Вперше в історії прибув до станції через 3 год. 40 хв. після запуску з космодрома «Байконур».

## Запуск
Запуск космічної вантажівки «Прогрес МС-09» було здійснено 9 липня 2018 року о 21:51:34 (UTC) із космодрому Байконур за допомогою ракети-носія Союз-2.1а.

## Стикування
Зближення транспортного вантажного корабля здійснювалося вперше за протягом двох обертів навколо Землі. Вже через 3 год. 40 хв. корабель пристикувався до надирного стикувального вузла модуля Пірс (СО1) російського службового модуля «Звєзда».

## Вантаж
Космічний вантажний корабель «Прогрес МС-09» доставив на МКС 2450 кг вантажу, у тому числі їжу, 705 кг палива, 50 кг кисню і повітря, 420 кг води.

## Відстиковка
25 січня 2019 року корабель відстикувався від станції, зійшов з орбіти та згорів у верхніх шарах атмосфери.